# Yvonne Sassinot de Nesle
Yvonne Sassinot de Nesle (née à Saïgon, en Indochine française, en 1937) est une costumière française œuvrant pour le cinéma et le théâtre.

## Biographie
Yvonne Sassinot de Nesle, passionnée d'histoire, suit de longues études à l'Académie Marcel Roche, et devient peintre-graveur. Elle est diplômée d'histoire de l'art. Elle commence ses créations de costumes à la télévision, puis au théâtre. Elle sera particulièrement intéressée par les films d'époque.
Yvonne Sassinot de Nesle évoque notamment, parmi ses souvenirs de cinéma, la redingote de Vincent Cassel dans L'Élève, destinée à donner à l'allure de l'acteur un peu de fragilité ; les huit mois de tournage dans son pays natal avec Jean-Jacques Annaud pour L'Amant ; les six mille costumes de Adieu Bonaparte de Youssef Chahine ; Vincent Lindon et Guillaume Canet pour Le Frère du guerrier, ainsi que « l'immense privilège » d'habiller Simone Signoret, Gérard Depardieu plusieurs fois, ou Philippe Noiret.
Yvonne Sassinot de Nesle a mis fin à sa carrière de créatrice de costumes en 2006 pour se consacrer à la peinture. Elle habite Flêtre, avec son mari, le réalisateur Jean de Nesle.

## Distinctions
Yvonne Sassinot de Nesle a reçu en 1985 le premier César des meilleurs costumes, pour Un amour de Swann (1984), film de Volker Schlöndorff, où elle habillait Ornella Muti, Jeremy Irons, Alain Delon, Fanny Ardant.
Christine Albanel lui a remis le 22 octobre 2009 les insignes de chevalier dans l'ordre national du Mérite français.

## Œuvres
Yvonne Sassinot de Nesle a conçu et réalisé les costumes de 22 films, 15 pièces de théâtre et 9 opéras.

### Cinéma
- 1981 : Guy de Maupassant, Michel Drach
- 1982 : Danton, Andrzej Wajda
- 1983 : Un amour de Swann, Volker Schlöndorff
- 1983 :  Un dimanche à la campagne, Bertrand Tavernier
- 1984 : Adieu Bonaparte, Youssef Chahine
- 1986 : Le Sixième Jour, Youssef Chahine
- 1987 : Les Exploits d'un jeune Don Juan, Gianfranco Mingozzi
- 1987 : Chouans !, Philippe de Broca
- 1988 : Australia, Jean-Jacques Andrien
- 1988 :  Le Mariage de Figaro, Roger Coggio
- 1989 : Henry et June, Philip Kaufman
- 1990 : Jean Galmot, aventurier, Alain Maline
- 1990 :  Lacenaire, Francis Girod
- 1991 : L’Amant, Jean-Jacques Annaud ;
- 1991 : Le Retour de Casanova, Édouard Niermans
- 1995 : L'Amour conjugal, Benoît Barbier
- 1996 : L'Élève, Olivier Schatzky
- 1997 : Voleur de vie, Yves Angelo
- 1999 : Vatel, Roland Joffé
- 2001 : Le Frère du guerrier, Pierre Jolivet
- 2005 : Aurore, Nils Tavernier

### Télévision
- 1973 : Karatékas and Co de Edmond Tyborowski
- 1975 : La Fleur des Pois de Edouard Bourdet, sur TF1 dans une réalisation de Raymond Rouleau
- 1976 : Tim de Pol Osborn/Pol Quentin, sur TF1 dans une réalisation de Raymond Rouleau
- 1977 : Un amour de jeunesse de Pol Osborn/Pol Quentin, sur A2 dans une réalisation de Raymond Rouleau
- 1977 : L'eau sale de Raymond Rouleau, sur TF1 dans une réalisation de Raymond Rouleau
- 1979 : Le destin de Priscilla Davies de Henry James, sur A2 dans une réalisation de Raymond Rouleau
- 1980 : Les Fiancées de l'Empire de Jacques Doniol-Valcroze

Principaux réalisateurs pour lesquels elle a dessiné les costumes
- Jean de Nesle, Claude Santelli, Jean-Paul Carrère, Pierre Cardinal, Jean Prat, Stellio Lorenzi, Marcel Bluwal, Yves-André Hubert, Pierre Dux.

### Opéra
- 1987 : L'Aiglon d'Arthur Honegger, mise en scène de San Bartolomé (festival de Vaison-la-Romaine)
- 1988 : Carmen de Georges Bizet, mise en scène de Claude d'Anna (opéra de Turin Italie)
- 1993 : Montségur de Marcel Landowski, mise en scène de A. Gaoudasinski (opéra de Marseille)
- 1993 : La Force du destin de Giuseppe Verdi, mise en scène de Bernard Brocca (Opéra de Marseille, Gran Teatre del Liceu de Barcelone Espagne, reprise en 2000 Teatro Real de Madrid Espagne)
- 1995 : Lakmé de Léo Delibes, mise en scène de Gilbert Blin (Opéra-Comique de Paris, opéras de Marseille, Nancy, Saint-Étienne, Avignon et Bordeaux)
- 1996 : Arabella de Richard Strauss, mise en scène de Helmut Polixa (Grand Théâtre de Genève)
- 1997 : Les Pêcheurs de perles de Georges Bizet, mise en scène de Petrica Ionesco (Grand Théâtre de Bordeaux)
- 1997 : Vénus d'Othmar Schoeck, mise en scène de Francisco Negrin (en) (Grand Théâtre de Genève)
- 2001 : La Flûte enchantée de Mozart, mise en scène de Claude Santelli et Bernard Brocca (cirque Alexis Grüss)

### Théâtre à la Comédie-Française
- 1970 : Monsieur de Pourceaugnac de Molière, mise en scène de Jacques Charon
- 1983 : Le Verre d'eau (Das Glas Wasser) de Eugène Scribe, mise en scène de Raymond Rouleau
- 1987 : Monsieur de Pourceaugnac de Molière, mise en scène de Pierre Mondy
- 1987 : La Poudre aux yeux de Eugène Labiche, mise en scène de Pierre Mondy

### Théâtres privés
- 1970 : Électre d'Euripide, mise en scène de Jean de Nesle (Maison de la Culture d'Amiens)
- 1978 : Les Rustres de Goldoni, mise en scène de Claude Santelli (théâtre de la Michodière Paris)
- 1978 : Hôtel particulier de Pierre Chesnot, mise en scène de Raymond Rouleau (théâtre de Paris)
- 1982 : La Locandiera de Goldoni, mise en scène de Claude Santelli (théâtre Carrouge de Genève)
- 1983 : Don Juan de Molière, mise en scène de Séverine Bugart (théâtre Carrouge de Genève)
- 1983 : Les affaires sont les affaires d'Octave Mirbeau, mise en scène de Pierre Dux (théâtre du Rond-Point des Champs-Élysées Paris)
- 1984 : Tailleur pour dames de Georges  Feydeau, mise en scène de Bernard Murat (théâtre des Bouffes Parisiens)
- 1984 : Léocadia de Jean Anouilh, mise en scène de Pierre Boutron (Comédie des Champs-Élysées, Paris)
- 1985 : Britannicus de Jean Racine, mise en scène de Claude Santelli (Festival de Vaison-la-Romaine)
- 1985 : La Répétition ou l'Amour puni de Jean Anouilh, mise en scène de Bernard Murat (théâtre Édouard VII Paris)
- 1986 : La Tour de Nesle de Alexandre Dumas, mise en scène de Claude Santelli (Carré Silvia-Monfort Paris)
- 1987 : L'Excès contraire de Françoise Sagan, mise en scène de Michel Blanc (théâtre des Bouffes-Parisiens)
- 1987 : Génousie de Obaldia, mise en scène de Claude Santelli (théâtre de l'Odéon Paris)
- 1996 : Gertrud de H. Soederberg, mise en scène de Gérard Desarthe (théâtre Hébertot Paris)
- 1998 : Partage de midi de Paul Claudel, mise en scène de Gérard Desarthe et François Marthouret (théâtre Vidy de Lausanne)
- 2003 : La Parisienne de H. Becque, mise en scène de Bernard Murat (théâtre des Mathurins Paris) Nomination aux Molières

### Livres - illustrations
- 1983 : Le Bestiaire ou Cortège d'Orphée de Guillaume Apollinaire  ,